# 胡煥庸
胡焕庸（1901年11月20日—1998年4月30日），字肖堂，男，江苏宜兴人，中國地理学家，华东师范大学教授，中国现代人文地理学和自然地理学的奠基人。提出了胡焕庸线（即黑河—騰衝線）。

## 生平
1901年出生于江苏省宜兴县一个私塾教师家庭。1915年就读于江苏省立第五中学（今常州中学）。1919年考入南京高等师范学校文史地部，师从竺可桢等名师，1921年毕业于南京高師地学系。1923年到1926年，在江苏省立第八中学（今扬州中学）任教。1926年，回到南京补读国立东南大学学分，获得理学士学位。同年和凌纯声等几个贫寒同学采用互助互济的办法，集资赴欧留学。在法国巴黎大学和法兰西学院学习人文地理与自然地理，师从白吕纳（Jean Brunhes）等名师。1928年回国，任国立中央大学地理系教授兼中央研究院气象研究所研究员，是竺可桢的得力助手。1930年任中央大学地理系主任。抗日期间，随中央大学西迁入川。1941年任中央大学研究院地理学部主任。1943年任中大教务长，同年被推举为中国地理学会理事长。1946年，应美国马里兰大学之聘，担任地理系研究教授。
中华人民共和国成立后，在华北人民革命大学政治研究院学习，后在治淮委员会技术委员会工作。1953年，任华东师范大学地理系教授。1957年，胡焕庸在华东师范大学创办人口地理研究室，这是全国大学中第一个有关人口的研究机构。文革期间，被打成反革命，入狱多年。1983年人口地理研究室改为人口研究所，担任所长，华东师大人口研究所是全国唯一的人口地理研究中心。1984年被国家教委批准为第一位人口地理学博士生导师，翌年又被批准为第一位人文地理学博士后导师。

## 荣誉
1930年代，地理学界有“南胡北黄”之说，江南以胡焕庸教授为首，北方以黄国璋教授为首。
1940年代，和张其昀被遴选为全国地理学领域的两位部聘教授。

## 学术成就
提出胡焕庸线（黑河-腾冲线），开创了中国人口地理学。1934年，他在《外交评论》期刊上首次命名南沙群岛。

## 轶事
文革期间胡被抄家时，他仍在研读德国气候学家汉恩《气候学教程》与柯本的《世界气候》，并写笔记，使抄家者颇受感动。